# The Delano Orchestra
The Delano Orchestra est un groupe français de folk rock, originaire de Clermont-Ferrand, dans le Puy-de-Dôme.

## Historique
The Delano Orchestra est formé en 2005, à Clermont-Ferrand. Ce n'est que trois années après sa création que le groupe publie son premier album, intitulé A Little Girl, a Little Boy, and All the Snails They Have Drawn, après sa signature au label Kütu Folk Records.
En janvier 2013, le groupe publie son quatrième album, Eitsoyam, « sur lequel il continue d'élargir le sens du mot folk pour mieux le faire rimer avec post-rock. » Il est enregistré et mixé par Peter Deimel (Deus, Anna Calvi, Chokebore).
The Delano Orchestra collabore avec Jean-Louis Murat sur son album Babel, publié en 2014. Le chanteur laisse beaucoup de liberté au Delano Orchestra. À la suite d'une rencontre avec l'écrivain et plasticien Jean-Philippe Toussaint, ils participent en 2016 à la conception musicale du spectacle de ce dernier, tiré de son « Cycle de Marie » et intitulé M.M.M.M (traduit par Marie Madeleine Marguerite de Montalte), et l'accompagne sur scène lors des représentations. Cette même année, en avril, le groupe publie son nouvel album studio, Nibtu, toujours au label Kütu Records.
À la fin 2017, le groupe s'occupe de l'orchestration musicale de Dévaste-moi, un spectacle hybride entre concert et théâtre. Le groupe accompagne l'actrice sourde/muette Emmanuelle Laborit, dans ce récital à l'International Visual Theatre.

## Membres

### Membres actuels
- Alexandre Rochon - chant, guitare acoustique, buzuki, banjo, mellotron
- Matthieu Lopez - guitare électrique, chœurs
- Christophe Pie - batterie
- Julien Quinet - trompette
- Guillaume Bongiraud - violoncelle

### Anciens membres
- Clément Chevrier - basse, claviers (2007-2013)
- Thomas Dupré - basse (2013-2014)